# José Jorro Miranda
José Jorro Miranda (València, 1 de novembre 1874 - Altea, 14 d'agost de 1954) fou un advocat, aristòcrata i polític valencià, comte d'Altea des de 1920, diputat a les Corts Espanyoles durant la restauració borbònica.

## Biografia
Era emparentat amb la família del liberal José Beneyto Rostoll. El 1896 es llicencià en dret per la Universitat de València, fou membre del Col·legi d'Advocats de València, del de Madrid i del d'Alacant, de la Reial Acadèmia de Ciències Morals i Polítiques i de l'Acadèmia Valenciana de Jurisprudència i Legislació.
Fou membre del Partit Conservador i fou elegit diputat pel districte de la Vila Joiosa a les eleccions generals espanyoles de 1903. El 1905 va mantenir actituds contra el caciquisme que li van reportar el suport de la societat obrera La Fraternidad, i vencé al candidat Niceto Alcalá Zamora a les eleccions de 1905. Al Congrés va defensar millores hidràuliques i ferroviàries per a la comarca de la Marina Baixa, cosa que li facilità la reelecció a les eleccions generals espanyoles de 1907, 1910, 1914 i 1916.
Durant aquest període fou nomenat Director General de Registres i Notariado (1914-1915), Subsecretari d'Instrucció Pública i Bellrs Arts (1917), subsecretari de Treball, Comerç i Indústria (1919-1921). A les eleccions generals de 1918 i 1919 fou derrotat pel seu antic aliat José Torres Sala, ara cap del sector maurista, però tornà a ser elegit a les eleccions de 1920 i 1923. Especialitzat en temes laborals i socials, fou Ministre de Treball interí entre agost i setembre de 1922, i representà a Espanya al Consell d'Administració de l'OIT a Ginebra, entre 1922 i 1930.
Durant la dictadura de Primo de Rivera va organitzar la Unión Patriótica a la província d'Alacant i el 12 de setembre de 1927 formà part de l'Assemblea Nacional convocada pel dictador com a representant d'activitats vàries de la vida nacional. El 1930 es va retirar de la vida política.

## Obres
- La crisis económica mundial y el problema obrero (1934)
- Nuestros problemas docentes
- El régimen provincial de España
- La suspensión de pagos (1902)
- El estilo forense (1946)